# I-363 (sous-marin)
L'I-363 (イ-363) est un sous-marin de Classe Type D (丁型/潜丁型潜水艦, Tei-gata/Sen-Tei-gata sensuikan) de la sous-classe D1 (丁型/潜輸（伊三百六十一型）, Tei-gata/Sen'yu, classe I-361) en service dans la marine impériale japonaise durant la Seconde Guerre mondiale.
Il a servi pendant la Seconde Guerre mondiale et a effectué des missions de transport entre le Japon et des îles périphériques jusqu'à ce qu'il soit transformé en porte-torpilles d'attaque suicide kaiten. Il a survécu à la guerre, mais a coulé après avoir heurté une mine dans les semaines qui ont suivi immédiatement la fin de la guerre.

## Description
Les sous-marins de la sous-classe D1 étaient des sous-marins de transport à moyenne portée. La construction s'étalant entre 1943 et 1944
Ils ont un déplacement de 1 463 tonnes en surface et 2 251 tonnes en immersion. Les sous-marins mesuraient 73,5 mètres de long, avaient une largeur de 8,9 mètres et un tirant d'eau de 4,76 mètres. Les sous-marins permettaient une profondeur de plongée de 75 m et avaient un effectif de 55 officiers et membres d'équipage.
Kampon a été retenu comme fabricant des moteurs diesel Mk.23B Model 8. Pour la navigation de surface, les sous-marins étaient propulsés par deux moteurs diesel de 925 cv (680 kW), chacun entraînant un arbre d'hélice. En immersion, chaque hélice était entraînée par un moteur électrique de 600 chevaux-vapeur (441 kW). Ils pouvaient atteindre 13 nœuds (24 km/h) en surface et 6,5 nœuds (12 km/h) sous l'eau. En surface, les D1 avaient une autonomie de 15 000 milles nautiques (27 800 km) à 10 noeuds (19 km/h); en immersion, ils avaient une autonomie de 120 milles nautiques (200 km) à 3 noeuds (6 km/h).
Les sous-marins étaient armés de 2 tubes lance-torpilles internes de 53,3 cm à l'avant. Ils transportaient un torpille pour chaque tube, soit un total de 2 torpilles Type 95. Ils étaient également armés d'un canon de pont de 140 mm (L/40) Type 11e année pour le combat en surface et de 2 canons anti-aérien de 25 mm Type 96.

## Construction
Construit par l'Arsenal naval de Kure au Japon, le I-363 a été mis sur cale le 1er mai 1943 sous le nom de sous-marin de transport n°5463. Il est renommé I-363 le 20 octobre 1943 et provisoirement rattaché au district naval de Yokosuka. Il a été lancé le 12 décembre 1943 et officiellement rattaché au district naval de Yokosuka. Le 23 avril 1944, il est rattaché au district naval de Kure. Il a été achevé et mis en service le 8 juillet 1944.

## Historique
Le I-363 est mis en service dans la Marine impériale japonaise le 8 juillet 1944 et rattaché au district naval de Yokosuka. Le Lieutenant de vaisseau (海軍大尉 (Kaigun-dai-i)) Araki Asakichi est le commandant du sous-marin. Il est affecté au 11e escadron de sous-marins pendant sa mise au point.
Il a quitté Hikari le 8 août 1944. Une fois ses examens terminés, il a été réaffecté au 7e escadron de sous-marins le 15 septembre 1944.

### Missions de transport
Le 9 octobre 1944, le I-363 quitte Yokosuka à destination de l'île Mereyon à Woleai dans les îles Caroline pour sa première mission de transport, transportant 75 tonnes de nourriture et de fournitures et 15 tonnes d'autres marchandises. En route, il s'arrête à Truk du 21 au 24 octobre 1944, où il prend 10 tonnes supplémentaires de cargaison pour Mereyon, composée de nourriture et d'uniformes. Il arrive à Mereyon le 28 octobre 1944, décharge cinq tonnes de carburant et de fournitures, embarquae sept passagers, et reprend la mer le même jour. Il revient à Truk le 31 octobre 1944, décharge 33 tonnes de fuel, embarque 83 membres du Service aérien de la Marine impériale japonaise et reprend la mer le 2 novembre 1944 à destination de Yokosuka, qu'il atteint le 15 novembre 1944. Il fait route de Yokosuka le 30 novembre 1944 pour un exercice d'entraînement, mais revient le même jour après que son commandant fut blessé.
Le I-363 quitte Yokosuka le 10 novembre 1944 pour son deuxième voyage de transport avec une cargaison de 88 tonnes de nourriture, 10 tonnes de munitions et 10 tonnes d'autres fournitures, mettant cette fois le cap sur l'île Marcus, qu'il a atteint le 17 novembre 1944. Après avoir déchargé sa cargaison et embarqué 60 passagers, il est parti le même jour à destination de Yokosuka, où il est arrivé le 26 décembre 1944.
Une fois sa révision technique terminé, le I-363 prend la mer le 5 mars 1945 au départ de Yokosuka pour son troisième voyage de ravitaillement, à destination de l'île Marcus. Il arrive à Marcus le 13 mars 1945, décharge sa cargaison et retourne à Yokosuka. Au cours de son voyage, le 7e escadron de sous-marins a été désactivé le 20 mars 1945 et il a été réaffecté à la 15e division de sous-marins. Il a atteint Yokosuka le 30 mars 1945.

### Porteur Kaiten
Alors que le I-363 faisait son voyage de retour de l'île Marcus, les forces américaines ont capturé des bases et des mouillages avancés dans les îles Kerama au sud-ouest d'Okinawa entre le 26 et le 29 mars 1945, et peu après son arrivée à Yokosuka, la bataille d'Okinawa a commencé lorsque les forces américaines ont débarqué sur Okinawa même le 1er avril 1945. Après avoir atteint Yokosuka, le I-363 est transformé d'un sous-marin de transport en un porte-torpilles d'attaque suicide kaiten, la conversion impliquant le retrait de son canon de pont de 140 millimètres et de sa péniche de débarquement de classe Daihatsu et leur remplacement par des équipements lui permettant de transporter cinq kaiten sur son pont.

### Première mission kaiten
Le 28 mai 1945, le I-363 fait partie du groupe Kaiten Todoroki ("Coup de tonnerre") avec les sous-marins I-36, I-165 et I-361. Avec cinq kaiten à bord, il se met en route ce jour-là depuis la base de kaiten à Hikari en direction d'une zone de patrouille entre Okinawa et l'atoll d'Ulithi.
Le 15 juin 1945, le I-363 aperçoit un convoi à 500 milles nautiques (930 km) au sud-est d'Okinawa. La mer étant trop agitée pour qu'il puisse lancer ses kaiten, il attaque à la place avec des torpilles conventionnelles. Son commandant a crut qu'il a coulé un navire marchand, bien qu'en fait il n'infligea aucune avarie. Le 18 juin, il reçoit l'ordre de mettre fin à sa patrouille et de se diriger vers Hirao, au Japon, qu'il atteint le 28 juin 1945. Il se dirige ensuite vers Kure le 29 juin 1945.

### Seconde mission kaiten
Affecté au groupe Kaiten Tamon avec les sous-marins I-47, I-53, I-58, I-366 et I-367, le I-363 quitte Hikari le 8 août 1945, le dernier des sous-marins group′s à faire route. Il s'est vu attribuer une zone de patrouille de 500 milles nautiques (930 km) au nord de Palau, mais le 12 août 1945, il reçoitt l'ordre de patrouiller plutôt en mer du Japon pour défendre l'archipel japonais contre une éventuelle invasion soviétique. Il se trouvait en surface au nord-ouest de Kyushu le 14 août 1945 lorsque des avions de la Task Force 38 de l'US Navy (la marine américaine) le mitraillent, tuant deux membres de son équipage mais ne lui infligeant que des dommages mineurs.

### La fin de la guerre
Le 15 août 1945, alors que le I-363 est en mer, la Seconde Guerre mondiale s'est terminée avec l'annonce par l'empereur Hirohito de la cessation des hostilités entre le Japon et les Alliés. Le I-363 est arrivé à Kure le 18 août 1945 et s'est rendu aux Alliés le 2 septembre 1945, le jour même où le Japon s'est officiellement rendu lors d'une cérémonie à bord du cuirassé USS Missouri dans la baie de Tokyo.

### Perte
Le 27 octobre 1945, le I-363 fait route de Kure vers Sasebo. Le 29 octobre 1945, au large de la préfecture de Miyazaki, il heurte une mine posée pendant la Seconde Guerre mondiale. Il coulé avec 36 membres d'équipage. Il y a eu 10 survivants.
Il a été rayé de la liste de la marine le 10 novembre 1945.

## Disposition finale
La compagnie de sauvetage Fukada a renfloué l'épave du I-363 le 26 janvier 1966. L'épave a été démolie à Etajima.

## Commémoration
Le périscope du I-363 est exposé au mémorial du I-363 du cimetière de Nagasako, un ancien cimetière de la marine impériale japonaise à Kure.